# Mi forma de sentir
Mi forma de sentir es un álbum de estudio grabado por el cantautor y actor mexicano Pedro Fernández. Fue lanzado al mercado por la empresa discográfica PolyGram Latino el 22 de noviembre de 1994.

## Lista de canciones

### CD
| Mi forma de sentir | |                                              |          |  |
| N.º                | Título | Escritor(es)                                 | Duración |  |
| 1.                 | «Mi forma de sentir» | Javier Martín del Campo                      | 4:05     |  |
| 2.                 | «Teresa» | Sergio Engrigo                               | 3:57     |  |
| 3.                 | «Loco» | Willie Nelson                                | 2:42     |  |
| 4.                 | «El dinero no es la vida» | Luis Alcaraz                                 | 3:11     |  |
| 5.                 | «Bonita» | Luis Alcaraz · José Antonio Zorrilla         | 3:16     |  |
| 6.                 | «Los recuerdos de tu amor» | Eddie Miller · James Pebworth · Robert Yount | 3:14     |  |
| 7.                 | «Qué te ha dado esa mujer» | Gilberto Parra · Gilberto Parra Paz          | 5:02     |  |
| 8.                 | «El que más te amo» | Leo Dan                                      | 4:08     |  |
| 9.                 | «Vamos a platicar» | Héctor Meneses                               | 3:46     |  |
| 10.                | «Puras mentiras» | Ariel Barreras                               | 3:04     |  |
| 11.                | «Si te vas» | Pedro Fernández                              | 3:42     |  |
| 12.                | «Crazy» | Willie Nelson                                | 2:42     |  |
| 13.                | «Release Me» | Eddie Miller · Dub Willams · Robert Yount    | 3:14     |  |
| 14.                | «Popurrí de Luis Alcaraz» (As de corazones / Rímel / Prisionero del amor / Muñequita de Squire / Viajera / El que pierda una mujer / Quinto patio) | Luis Alcaraz                                 | 9:25     |  |
| 55:36              | |                                              |          |  |

### LP / Casete
| Mi forma de sentir LADO A |                                                                                                 |                                              |          |  |
| N.º                       | Título                                                                                          | Escritor(es)                                 | Duración |  |
| 1.                        | «Mi forma de sentir»                                                                            | Javier Martín del Campo                      | 4:05     |  |
| 2.                        | «Teresa»                                                                                        | Sergio Engrigo                               | 3:57     |  |
| 3.                        | «Bonita»                                                                                        | Luis Alcaraz · José Antonio Zorrilla         | 3:16     |  |
| 4.                        | «Puras mentiras»                                                                                | Ariel Barreras                               | 3:04     |  |
| 5.                        | «El que más te amo»                                                                             | Leo Dan                                      | 4:08     |  |
| 6.                        | «Los recuerdos de tu amor»                                                                      | Eddie Miller · James Pebworth · Robert Yount | 3:14     |  |
| 7.                        | «Popurrí de Luis Alcaraz» (As de corazones / Rímel / Prisionero del amor / Muñequita de Squire) | Luis Alcaraz                                 | 5:58     |  |

| Mi forma de sentir LADO B |                                                                                 |                                           |          |  |
| N.º                       | Título                                                                          | Escritor(es)                              | Duración |  |
| 1.                        | «Que te ha dado esa mujer»                                                      | Gilberto Parra · Gilberto Parra Paz       | 5:02     |  |
| 2.                        | «Loco»                                                                          | Willie Nelson                             | 2:42     |  |
| 3.                        | «Vamos a platicar»                                                              | Héctor Meneses                            | 3:46     |  |
| 4.                        | «El dinero no es la vida»                                                       | Luis Alcaraz                              | 3:11     |  |
| 5.                        | «Si te vas»                                                                     | Pedro Fernández                           | 3:42     |  |
| 6.                        | «Popurrí de Luis Alcaraz II» (Viajera / El que pierda una mujer / Quinto patio) | Luis Alcaraz                              | 3:39     |  |
| 7.                        | «Release Me»                                                                    | Eddie Miller · Dub Willams · Robert Yount | 3:14     |  |
| 8.                        | «Crazy»                                                                         | Willie Nelson                             | 2:42     |  |

- Datos: Q21007259